# Иранче
Иранче (Iranche, Irántxe, Iranxe, Münkü, Mỹky) — почти исчезнувший язык, на котором говорят народы ирантше и минки (мюнкю) в штате Мату-Гросу (истоки реки Кравари, приток реки Санге, которая является притоком реки Журуэна) в Бразилии.

## Фонология
| m | n   |   |   |
| p | t   | k | ʔ |
|   | s   |   | h |
| w | l~r | j |   |

/m/ — в начале слова произносится как [mb], особенно среди иранче: muhu [mbuhu], mjehy [mbjɛhɨ]. /s/ произносится как [ʃ] перед /j/. [r] и [l] — свободный вариант.
Существует 28 гласных: семь качеств /i ɨ u ɛ ə ɔ a/, все бывают долгими, краткими и носовыми. Звук шва чередуется с /ɛ/ во многих словах.